# La Chienne
La Chienne (bra: A Cadela; prt: La Chienne) é um filme francês de 1931, do gênero drama, dirigido por Jean Renoir, com roteiro dele e de André Girard baseado em romance de Georges de La Fouchardière.
O filme teria um rekame em 1945, pelas mãos de Fritz Lang, chamado Scarlet Street.